# Xiurenbagrus xiurenensis
Xiurenbagrus xiurenensis is een straalvinnige vissensoort uit de familie van de slanke meervallen (Amblycipitidae). De wetenschappelijke naam van de soort is voor het eerst geldig gepubliceerd in 1981 door Yue als Liobagrus xiurenensis.